# Рябики (Псковская область)
Рябики (ранее Рыбики) — упразднённая деревня в Великолукском районе Псковской области России, ныне микрорайон на юго-западе города Великие Луки на западном берегу реки Ловать.

## Топоним
По одной из версий, название дано в честь лодок рябиков. До XII века здесь по руслу реки Ловать проходила важная часть торгового пути из варяг в греки, и экипажи кораблей, преодолевая множество речных порогов были вынуждены нести свои лодки волоком.
До 1970-х годов топоним Рябики включал в себя все домохозяйства на территории от ул. Корниенко на севере, посёлка Нагорный на западе и до деревни Мордовичи на юге и реки Ловать на востоке

## География
В состав микрорайона входят улицы Набережная, Водная, Высокая и проезды Нагорный и Сплавной.

## История
В годы немецко-фашистской оккупации на территории военного городка номер 5, ныне картонной фабрики, существовал концлагерь.
В ходе Великолукской наступательной операции за Воробецкие высоты и Рябики вела тяжёлая бои 357-я стрелковая дивизия РККА.

## Уроженцы
В деревне Рябики родился красноармеец, герой Советского Союза Панов Дмитрий Петрович

## Транспорт
Через территорию микрорайона проходит железнодорожная ветка Москва-Ржев-Великие Луки-Себеж-Рига.
Асфальтированными являются набережная Рябики и Сплавной проезд, остальные дороги являются просёлочными.